# Egy csirkefogó ügyében
Az Egy csirkefogó ügyében 1960-ban bemutatott magyar tv-játék.

## Szereplők
- John Squinn – Ladányi Ferenc
- Laura, a felesége – Gordon Zsuzsa
- Elias Verz – Velenczey István
- Archie Selby – Mányai Lajos
- Jane, a felesége – Tábori Nóra
- Raul Cavanagh – Szakács Sándor
- Anna, a felesége – Náray Teri
- Henry, a fiuk – Torma István
- Lord Arden – Ungváry László
- Glória, a lánya – Péva Ibolya
- Vernon – Simon György
- Julia – Berek Kati
- Cora – Czigány Judit

## Alkotók
- Író: Alfonso Paso (1926–1978) spanyol drámaíró
- Rendező: Kende Márta
- Fordító: András László
- Dramaturg: Benedek Katalin
- Díszlettervező: Jánosa Lajos
- Jelmeztervező: Vicze Zsuzsa
- Vezetőoperatőr : Kocsis Sándor
- Operatőr: Mestyán Tibor, Király Ottó
- Gyártásvezető: Perjés Géza
- A rendező munkatársa: Surányi Lili